# Hämeenkylä
Hämeenkylä (en suédois : Tavastby, en français : village du Häme) est un quartier du district de Myyrmäki de Vantaa en Finlande,.

## Description
Le quartier d'Hämeenkylä est bordé par Rajatorpantie au sud, Vihdintie à l'est et Kehä III au nord.
Hämeenkylä est traversé par la route royale.
La partie nord du quartier est surtout construite de petites maisons, des maisons unifamiliales et des maisons mitoyennes, et on y trouve le manoir de Hämeenkylä et l'église de Hämeenkylä.
Dans la partie sud de Hämeenkylä, entre Rajatorpantie, Lammaslammi et Vihdintie, se trouve l'immeuble Pähkinärinne construit dans les années 1970 et 1980.
Il y a aussi une zone industrielle le long de Vihdintie. Les sièges sociaux de R-kioski et de Tamro et l'ancien siège social de Veikkaus sont situés dans le quartier,.
Parmi ceux-ci, le siège de Rautakirja et la cabane du gardien sont considérés comme des représentants du très important patrimoine bâti industriel des années 1970.

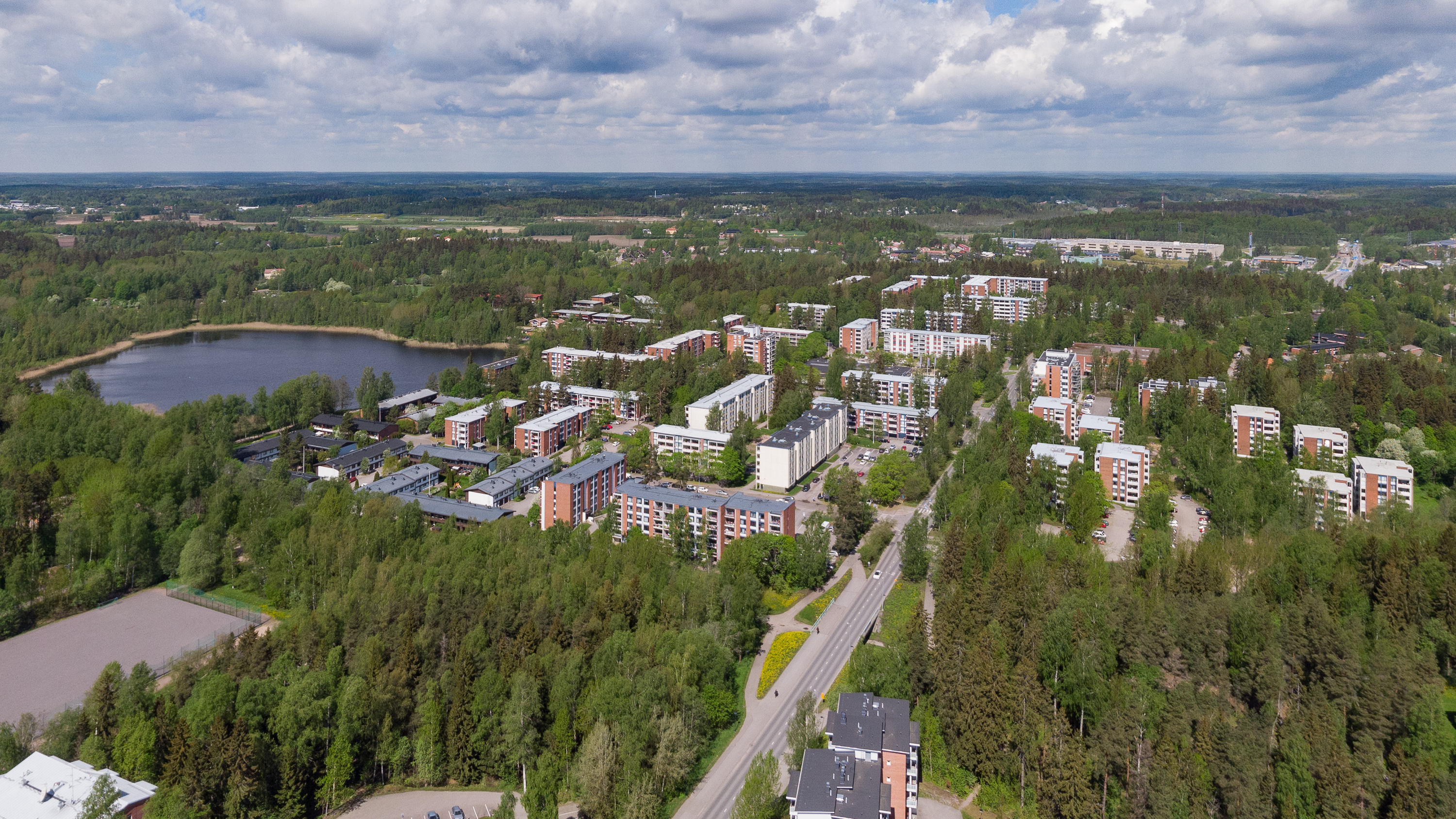
Pähkinärinne.

## Étymologie
Hämeenkylä est le nom donné au territoire par les immigrants suédois venus dans la zone à la suite de la deuxième croisade suédoise au Moyen Âge, pour ses habitants du Häme.
Le nom original du village était peut-être Kauk(a)järvi. Les premières maisons des Tavastiens ont été établies dans la région, vers les Xe – XIIe siècles.
La suédoisisation de la région a commencé vers le XIVe siècle et s'est terminée vers le XVIe siècle. Avec la suédoisisation, bon nombre des noms finnois originaux de la région ont disparu.

## Galerie

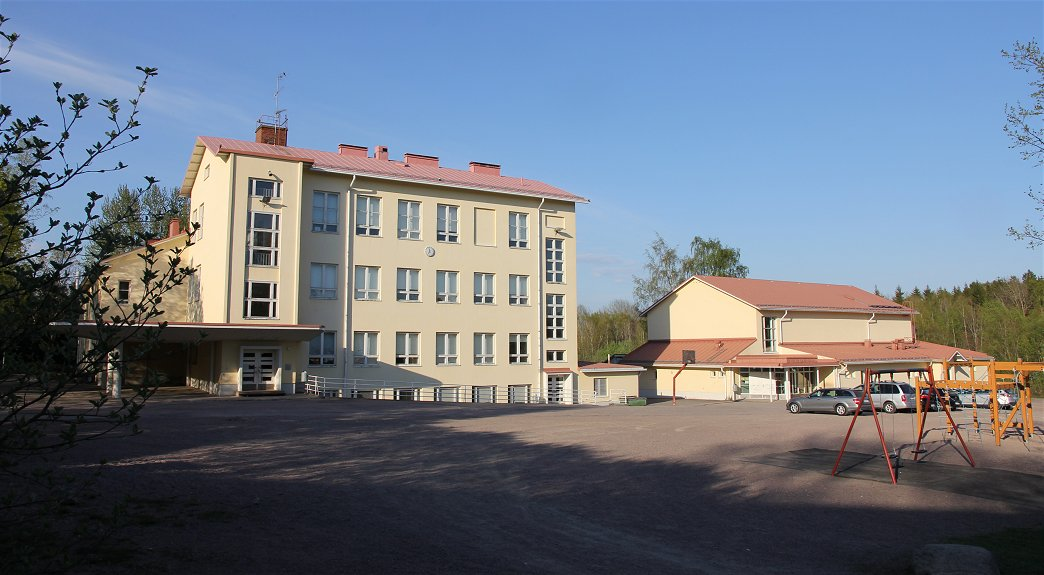
L'école de Tuomela.
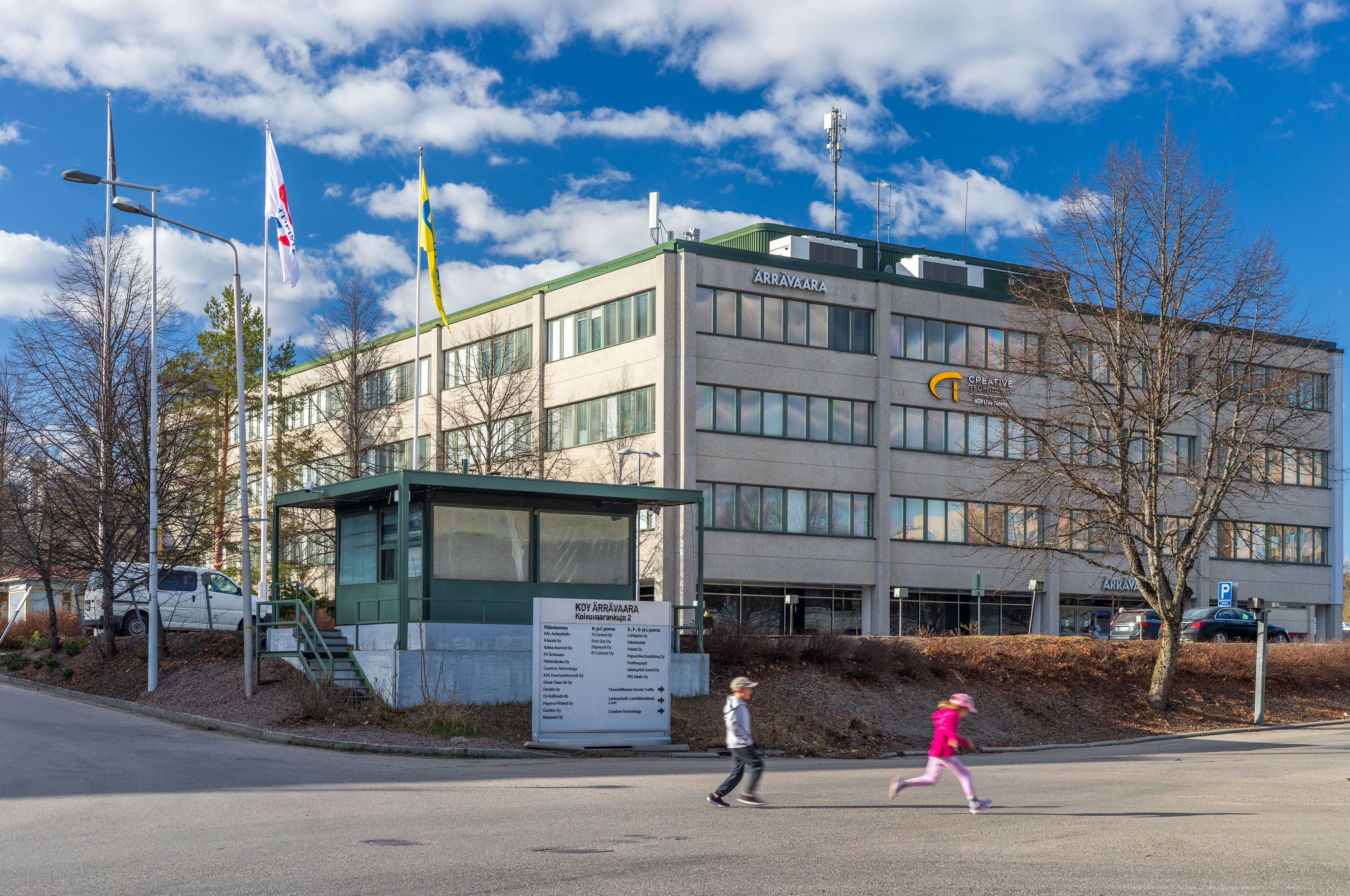
Siège de Rautakirja.
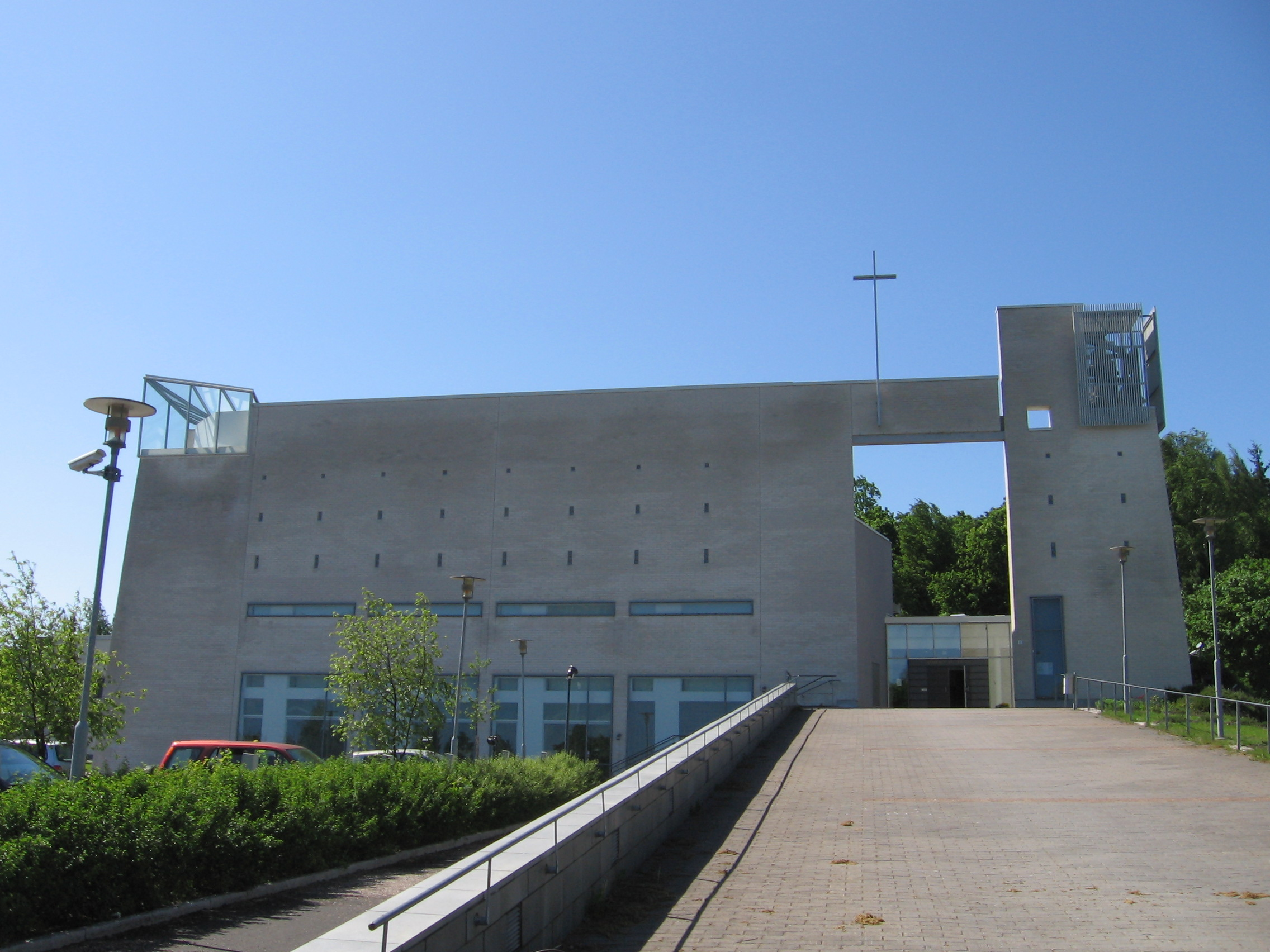
L'église de Hämeenkylä.
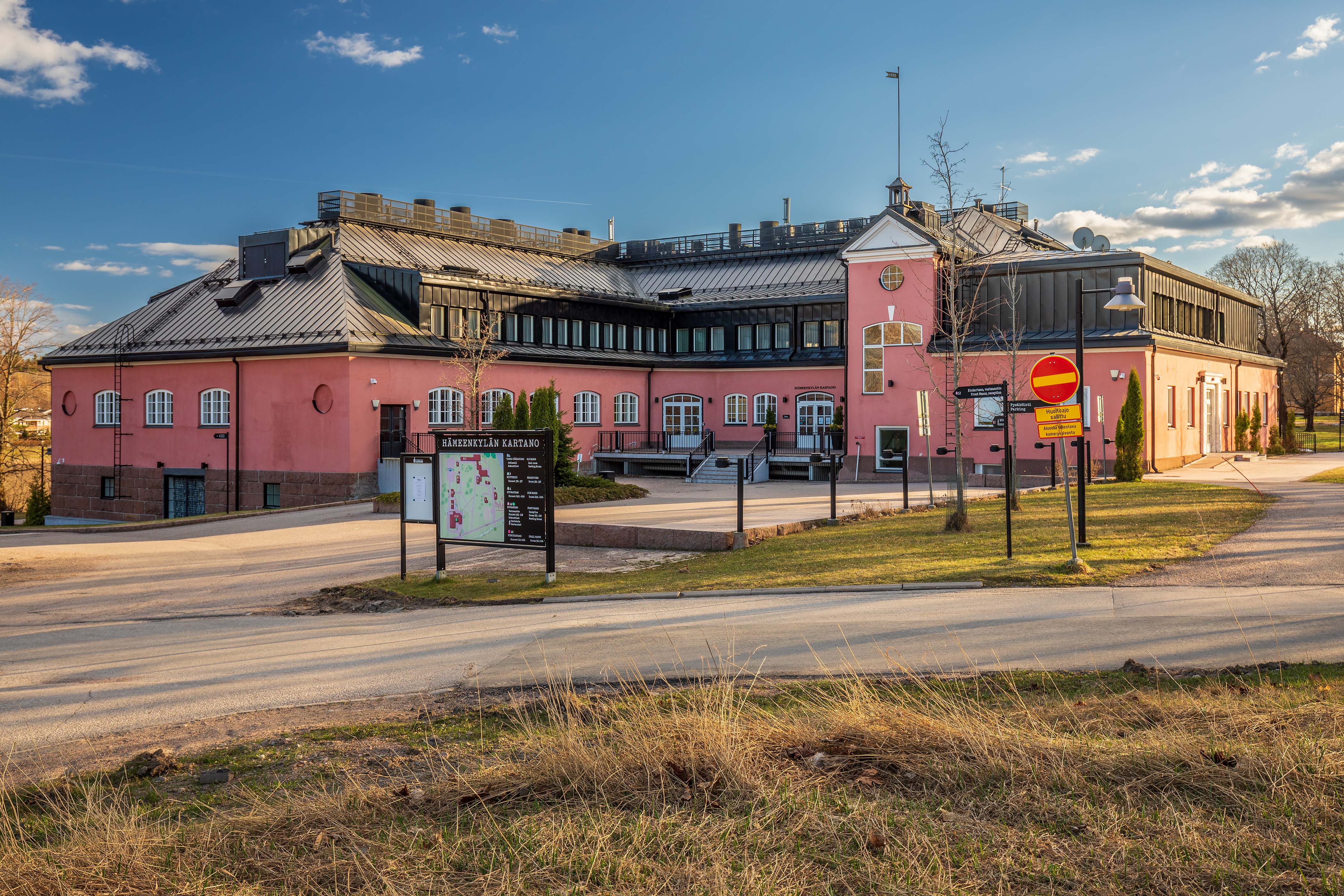
Manoir de Hämeenkylä.